# Viana do Castelo
Viana do Castelo é uma cidade portuguesa e capital da sub-região do Alto Minho, pertencendo à região do Norte e ao distrito de Viana do Castelo e ainda à antiga província do Minho. Em 2021, a cidade contava com aproximadamente 26.000 habitantes.
É sede do município de Viana do Castelo o qual possui uma área de 319,02 km² e 85 778 habitantes (2021). O município está dividido em 27 freguesias. Limita-se ao norte com o município de Caminha, a leste com Ponte de Lima, ao sul com Barcelos e Esposende, e a oeste com o Oceano Atlântico. O ponto mais alto do município situa-se na Serra de Arga, especificamente no Alto do Espinheiro, com uma altitude de 825 metros.
Viana do Castelo é, desde 1977, sede de diocese católica. A cidade faz parte da Rede Portuguesa de Cidades Saudáveis e integra a rede das Cidades Cittaslow. Até a sua elevação a cidade, em 20 de janeiro de 1848, era conhecida como "Viana", sendo também chamada de "Viana da Foz do Lima" e "Viana do Minho" para diferenciá-la de Viana do Alentejo.

## História

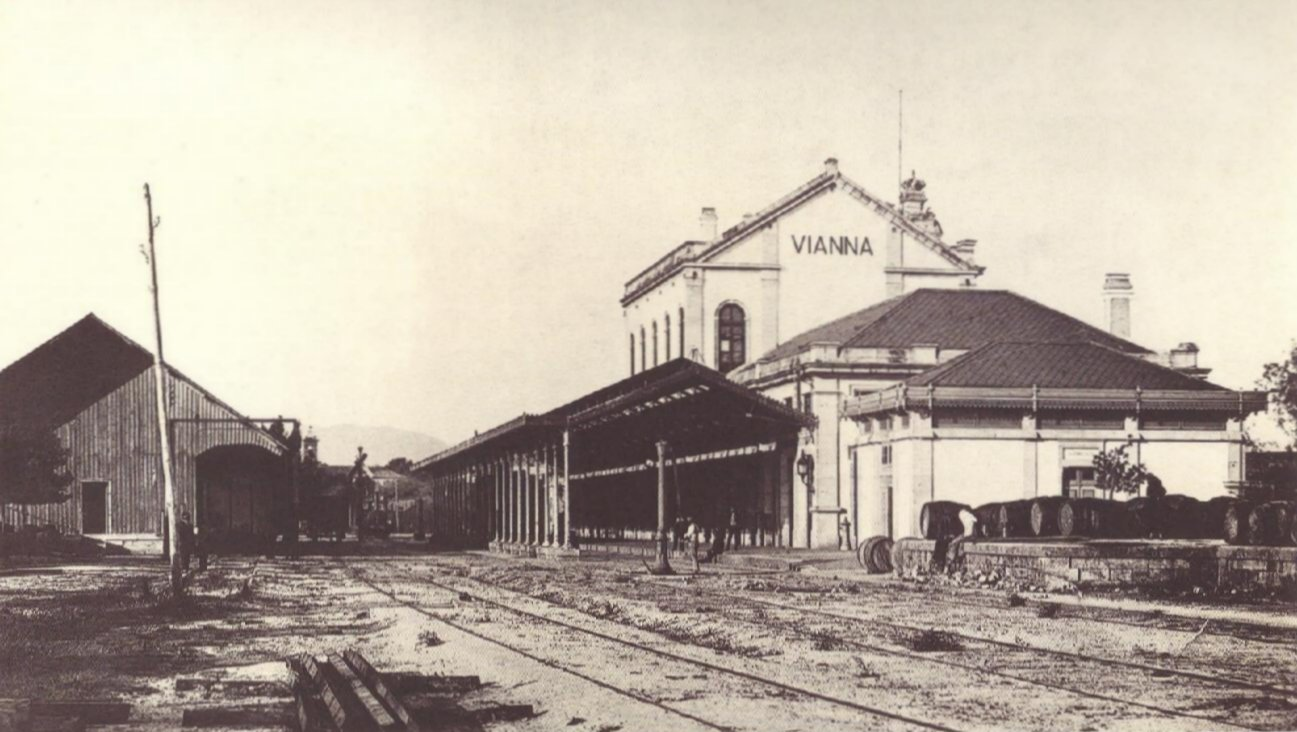
Foi durante o reinado da D. Maria II que se mandou edificar a Linha do Minho que trouxe o comboio a Viana do Castelo.

A ocupação humana da região de Viana remonta ao Mesolítico, conforme o testemunham inúmeros achados arqueológicos (anteriores à cidadela pré-romana) no Monte de Santa Luzia.
A povoação de Viana recebera Carta de Foral de Afonso III de Portugal em 18 de julho de 1258, tendo passado a chamar-se Viana da Foz do Lima. Devido à prosperidade desde então adquirida, Viana tornou-se num importante entreposto comercial, vindo a ser edificada uma torre defensiva (a Torre da Roqueta) com a função de repelir piratas oriundos da Galiza e do Norte de África, os quais procuravam por este porto.
O próspero comércio marítimo com o norte da Europa envolvia a exportação de vinhos, fruta e sal, e a importação de talheres, tecidos, tapeçarias e vidro. O espírito comercial de Viana alcançou tais proporções que a rainha Maria II de Portugal concedera alvará à extinta Associação Comercial de Viana do Castelo em 1852. A mesma soberana — para recompensar a lealdade da população de Viana, que não se rendera às forças do conde das Antas (1847) — decidira elevar a vila à categoria de cidade com o nome de Viana do Castelo (20 de janeiro de 1848). No século XX, tornou-se num dos principais portos portugueses da pesca do bacalhau.

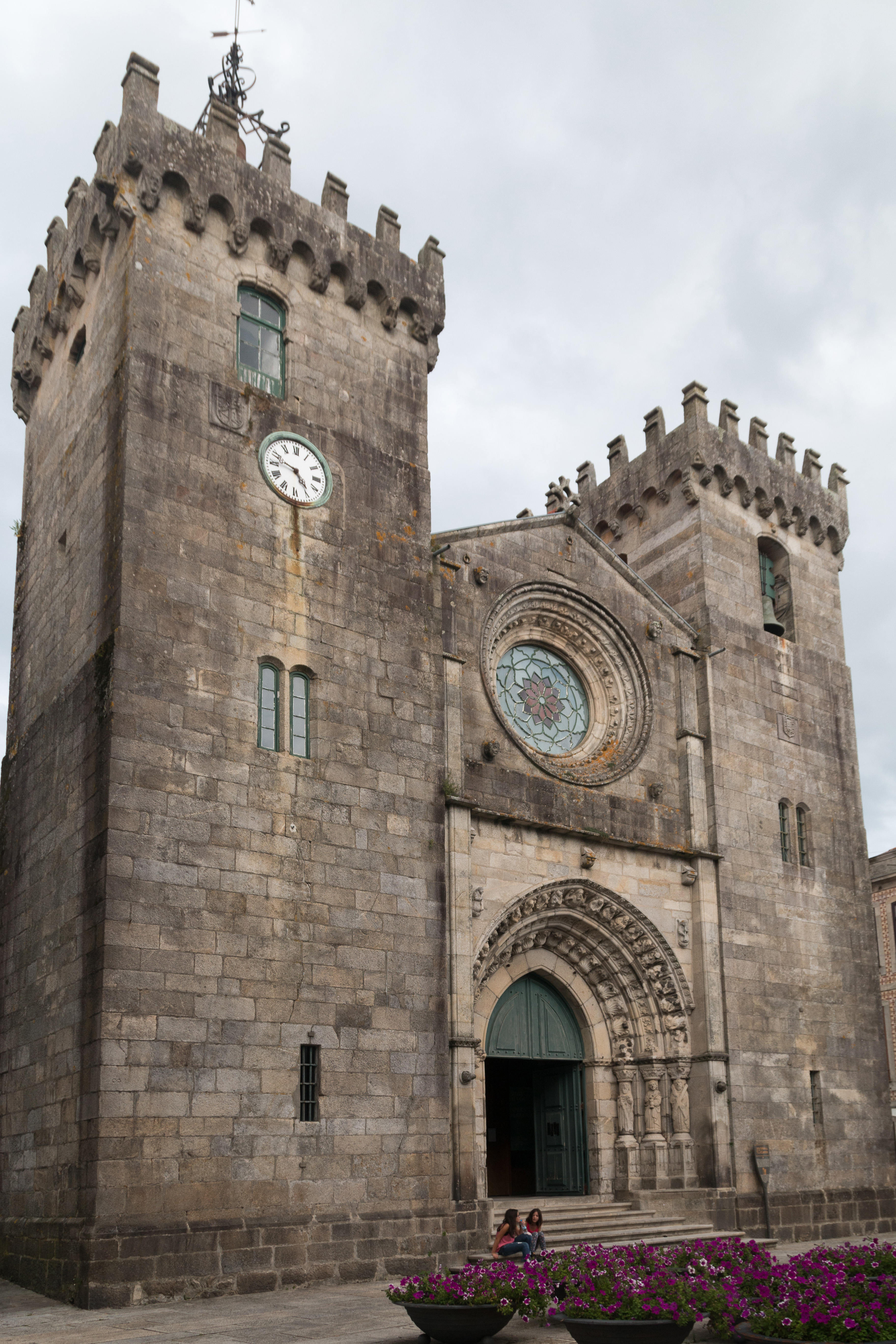
A Sé de Viana do Castelo

## Património

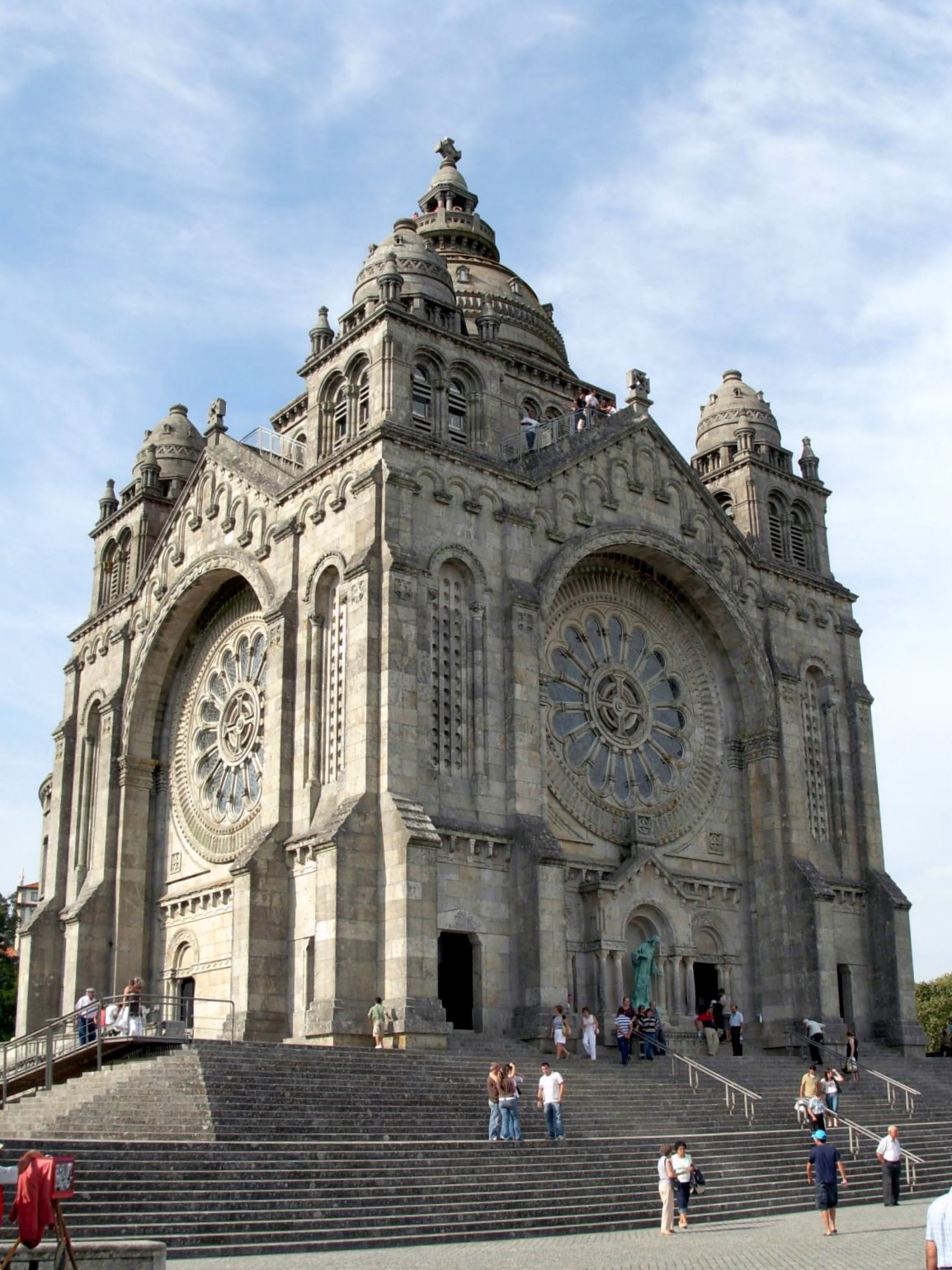
Santuário do Sagrado Coração de Jesus — Monte de Santa Luzia

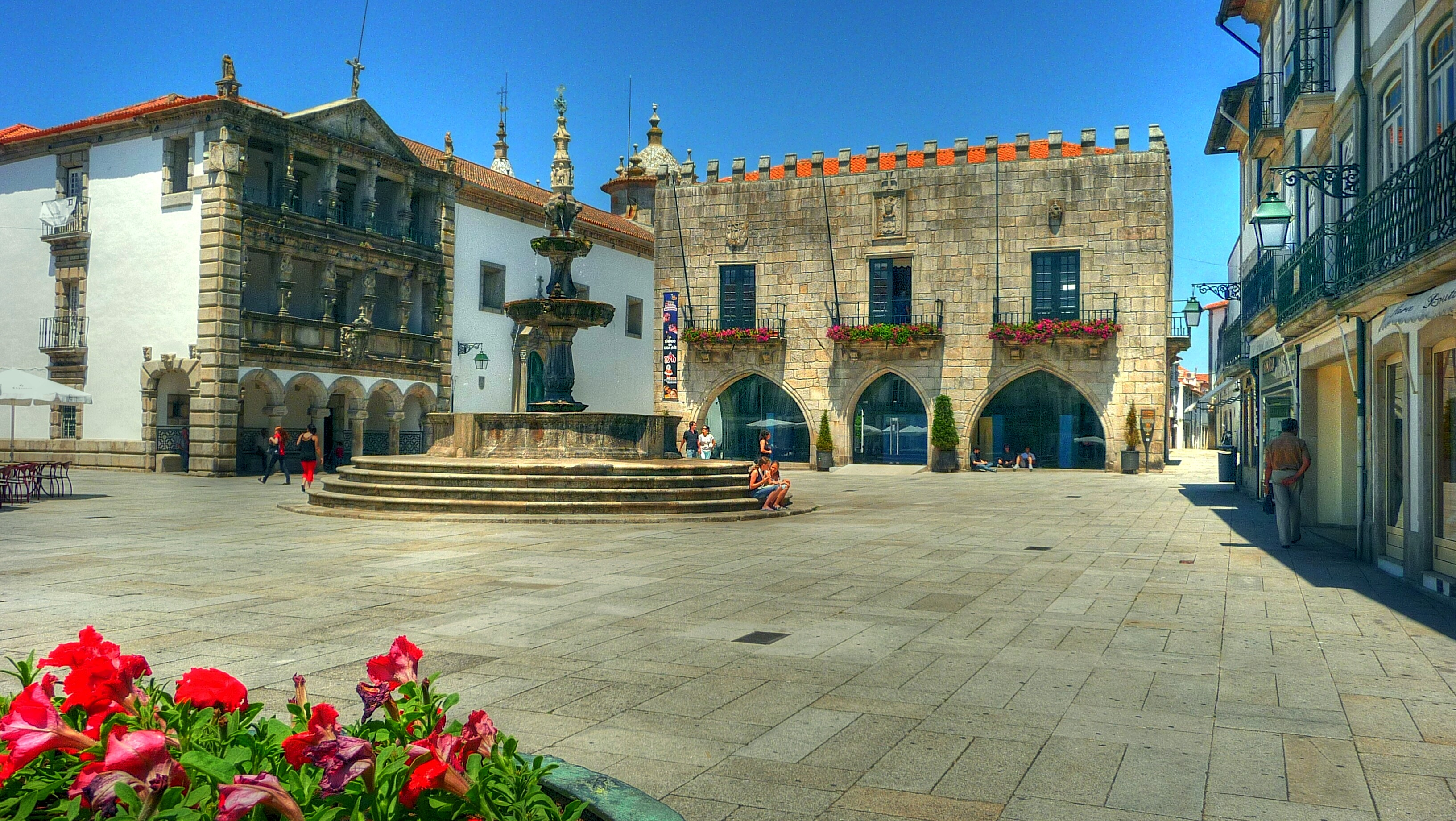
Praça da República: centro histórico de Viana do Castelo

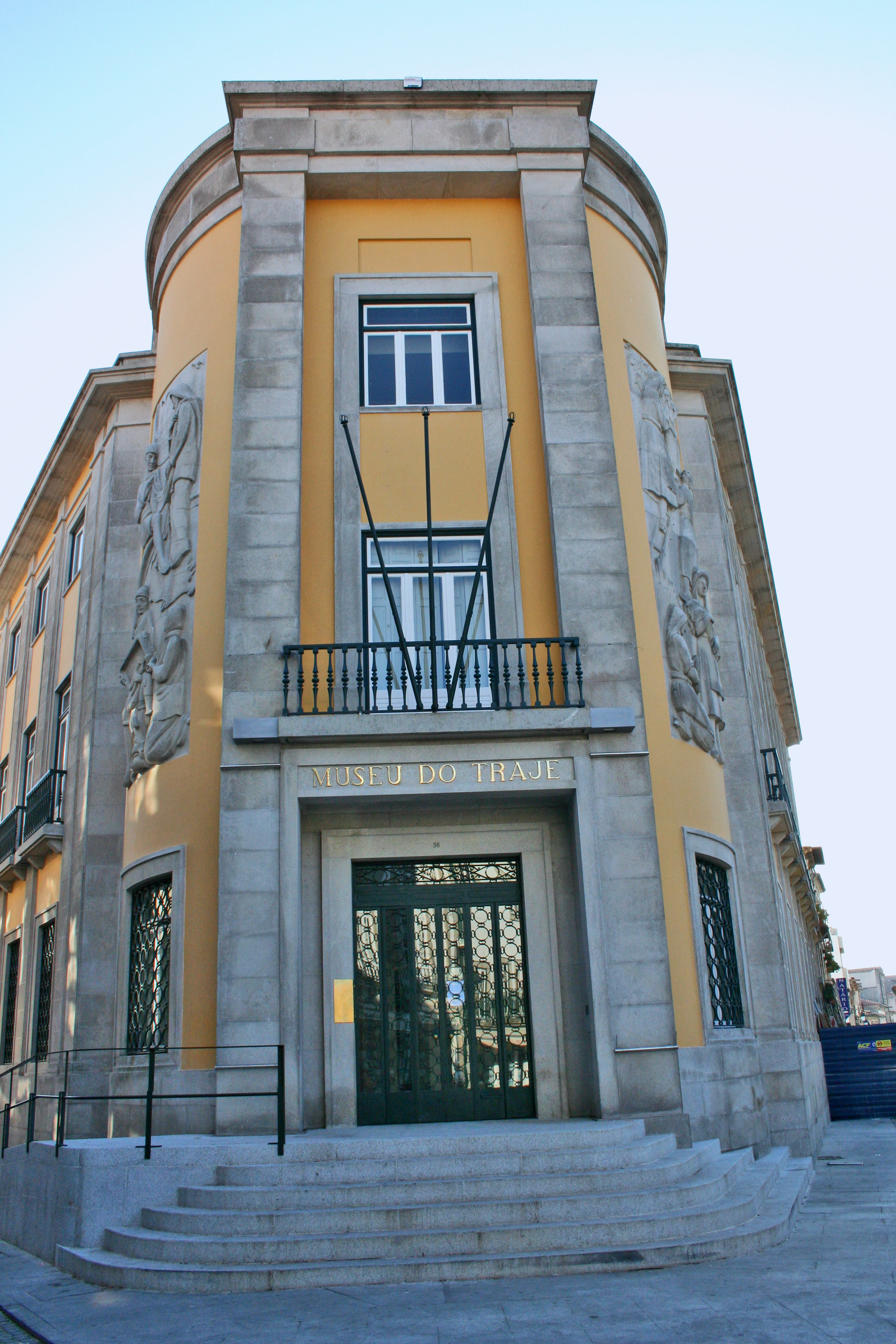
Museu do Traje em Viana do Castelo

Na cidade — que cresceu ao longo do rio Lima — podem ser observados os estilos renascentista, manuelino, barroco e Art Déco. Na malha urbana destaca-se o centro histórico, que forma um círculo delimitado pelos vestígios das antigas muralhas. Aqui cruzam-se becos com artérias maiores viradas para o rio Lima, e destacam-se a antiga Igreja Matriz (catedral desde 1977), que remonta ao século XV, a Capela da Misericórdia (século XVI), a Capela das Almas, e o edifício da antiga Câmara Municipal, na Praça da República (antiga Praça da Rainha), com uma fonte em granito — com uma bacia de casal e tanque — construída por Inês Lopes, a Velha e terminada pelo seu filho João Lopes, Filho em 1559. 
Fora do centro da cidade — em posição dominante no alto do Monte de Santa Luzia — destaca-se o imponente Santuário Diocesano do Sagrado Coração de Jesus, cuja construção fora iniciada em 1903 e inspirada na Basílica de Sacré Cœur em Paris, de onde se descortina uma ampla vista sobre a cidade, o estuário do rio Lima e o mar.
Eis alguns dos elementos patrimoniais de maior destaque de Viana do Castelo:
- Capela de Nossa Senhora da Agonia
- Chafariz da Praça da República
- Carmelo de Santa Teresinha
- Convento de São Francisco do Monte
- Elevador de Santa Luzia
- Forte de Santiago da Barra
- Santuário do Sagrado Coração de Jesus — Monte de Santa Luzia
- Ponte Eiffel
- Biblioteca Municipal de Viana do Castelo
- Capela da Misericórdia de Viana do Castelo
- Estaleiros West Sea
- Navio-Hospital Gil Eannes
- Porto de Viana do Castelo
- Centro Cultural de Viana do Castelo
- Teatro Municipal Sá de Miranda
- Museu do Traje de Viana do Castelo
- Casa dos Nichos
- Palácio Carreira
- Castelo de Portuzelo
- Paço de Lanheses
- Pelourinho de Lanheses
- Centro Interpretativo Castro do Vieito
- Casa da Capela das Malheiras
- Palácio do Campo da Penha ou dos Abreus
- Museu de Artes Decorativas de Viana do Castelo

## Origem da toponímia
Conta uma das muitas lendas locais que o nome da cidade deve-se a uma "estória" sobre uma linda rapariga chamada Ana que vivia no território que atualmente integra a cidade, mais precisamente num castelo feito de pedra. Este era um castelo grande, famoso e admirado por muita gente, que por este costumava passar para poder observá-lo. Quando por este passavam, algumas pessoas começaram a reparar que uma princesa por vezes aparecia numa das janelas do castelo; uma linda rapariga de longos cabelos louros, com duas tranças, faces rosadas e olhos claros — a princesa Ana. Contudo, esta princesa também era extremamente tímida, razão pela qual ela escondia-se do olhar das pessoas que passavam para contemplar o castelo. Um dia esta princesa apaixonou-se por um rapaz que vivia no outro lado do rio, o qual também gostava muito dela. Ele ficava tão contente por vê-la que — sempre que voltava à outra margem — dizia contente: “VI A ANA! VI A ANA DO CASTELO!”. Ele repetiu-o tantas vezes que passaram a chamar “Viana do Castelo” à cidade onde a princesa morava.[carece de fontes?]

## Cultura

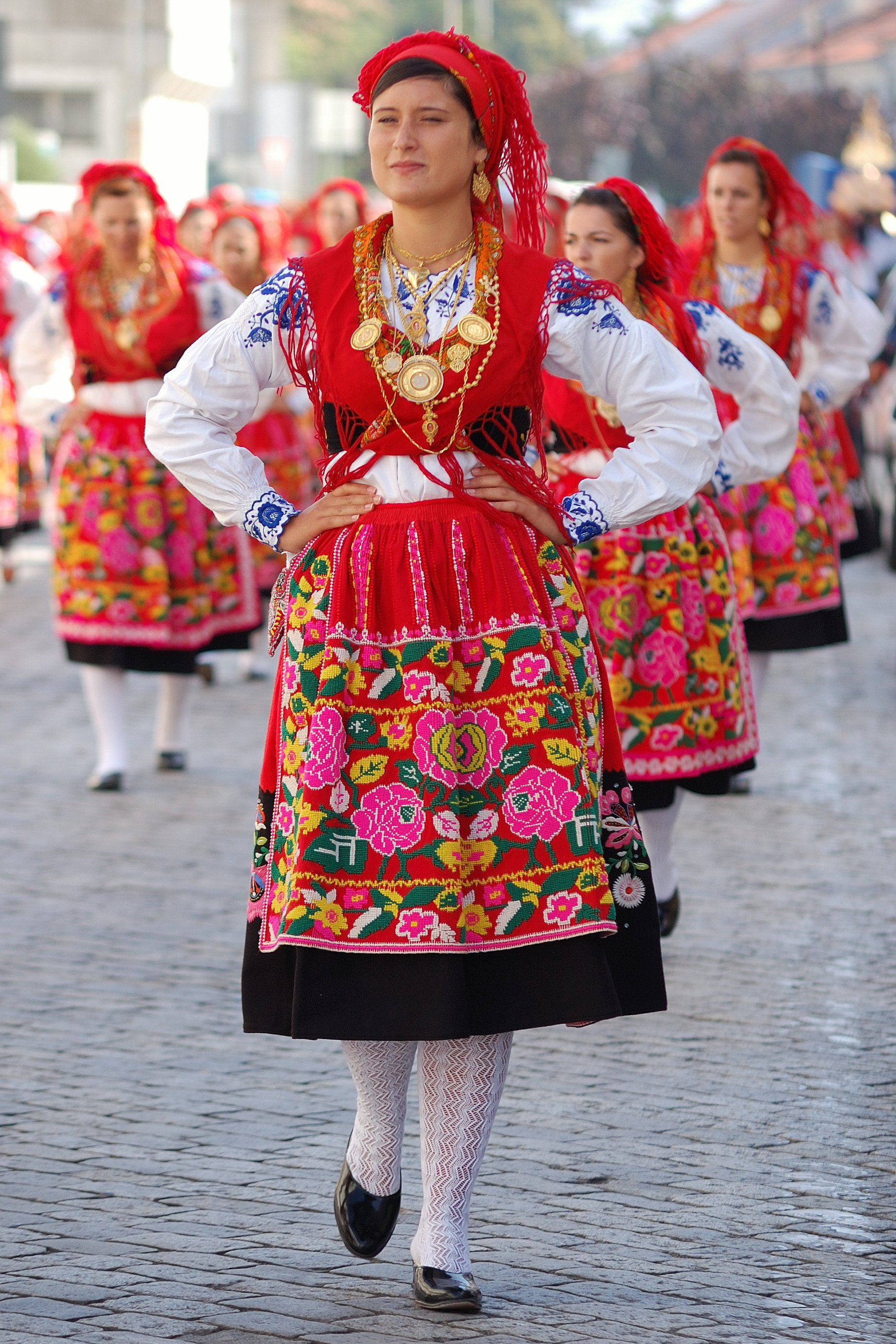
Romaria de Nossa Senhora da Agonia em Viana do Castelo.

O ciclo de festas no município começa no mês de março, com as Festas de Nossa Senhora das Boas Novas, em Mazarefes. Entretanto, o seu ponto alto é a tradicional "Romaria em Honra de Nossa Senhora da Agonia", que decorre em pleno Verão, em torno do dia 20 de agosto, feriado no município.  
A Romaria d’Agonia junta-se à história da Capela de Nossa Senhora da Agonia. Data de 1674 a história da capela em honra da padroeira dos pescadores. Na altura, foi edificada uma capela em invocação primitiva ao Bom Jesus do Santo Sepulcro do Calvário e, um pouco acima, uma capelinha devota a Nossa Senhora da Conceição. 
Hoje, o nome da santa está associado à rainha das romarias e às múltiplas tradições da maior festa popular de Portugal: a romaria em honra de Nossa Senhora da Agonia, nascida em 1772 da devoção dos homens do mar vindos da Galiza e de todo o litoral português para as celebrações religiosas e pagãs, que ainda hoje são repetidas anualmente na semana do dia 20 de agosto, feriado municipal. A Romaria d’Agonia recebeu em 2013 a Declaração de Interesse para o Turismo.

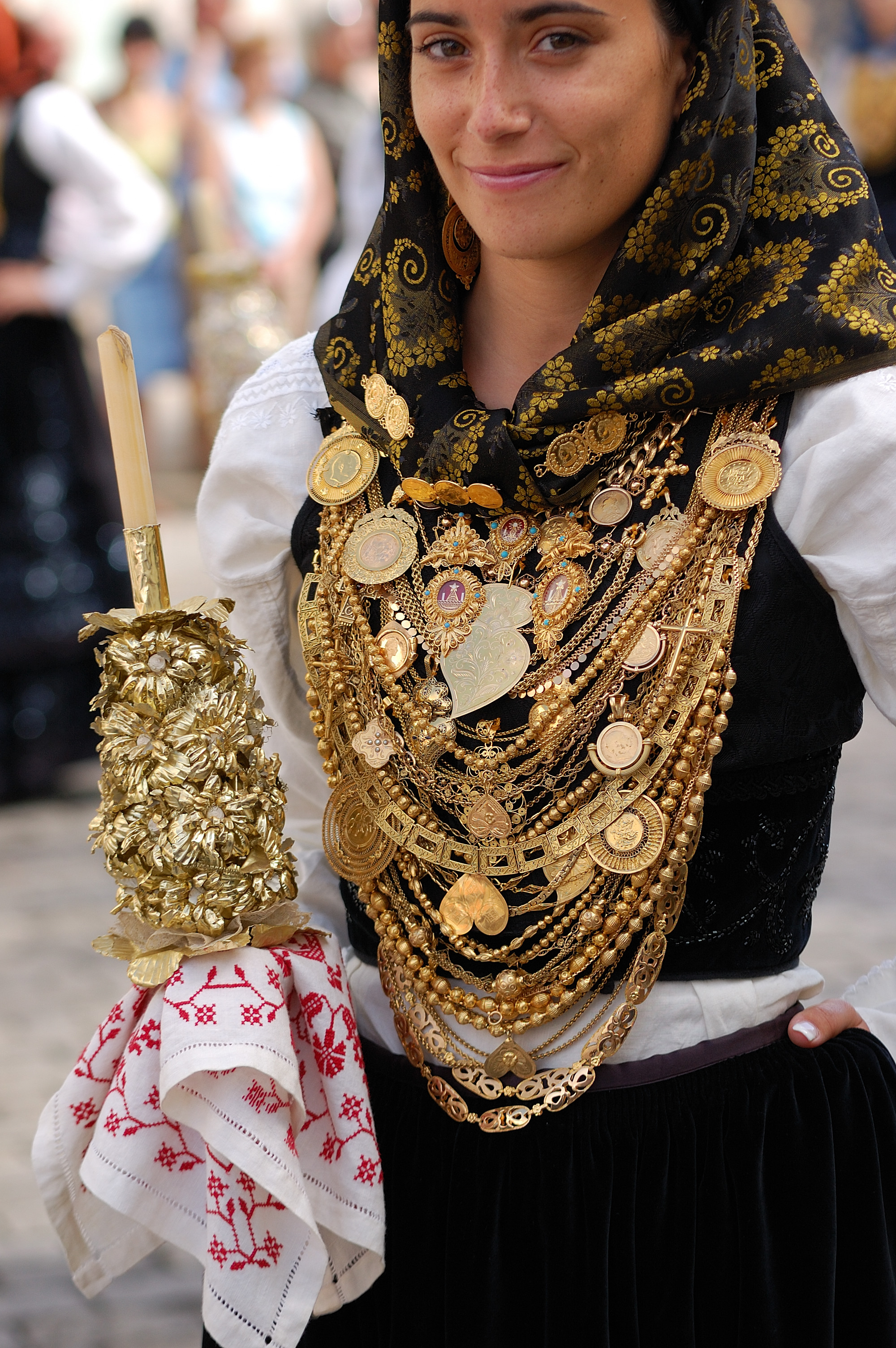
Uma mordoma da Senhora da Agonia em Viana do Castelo.

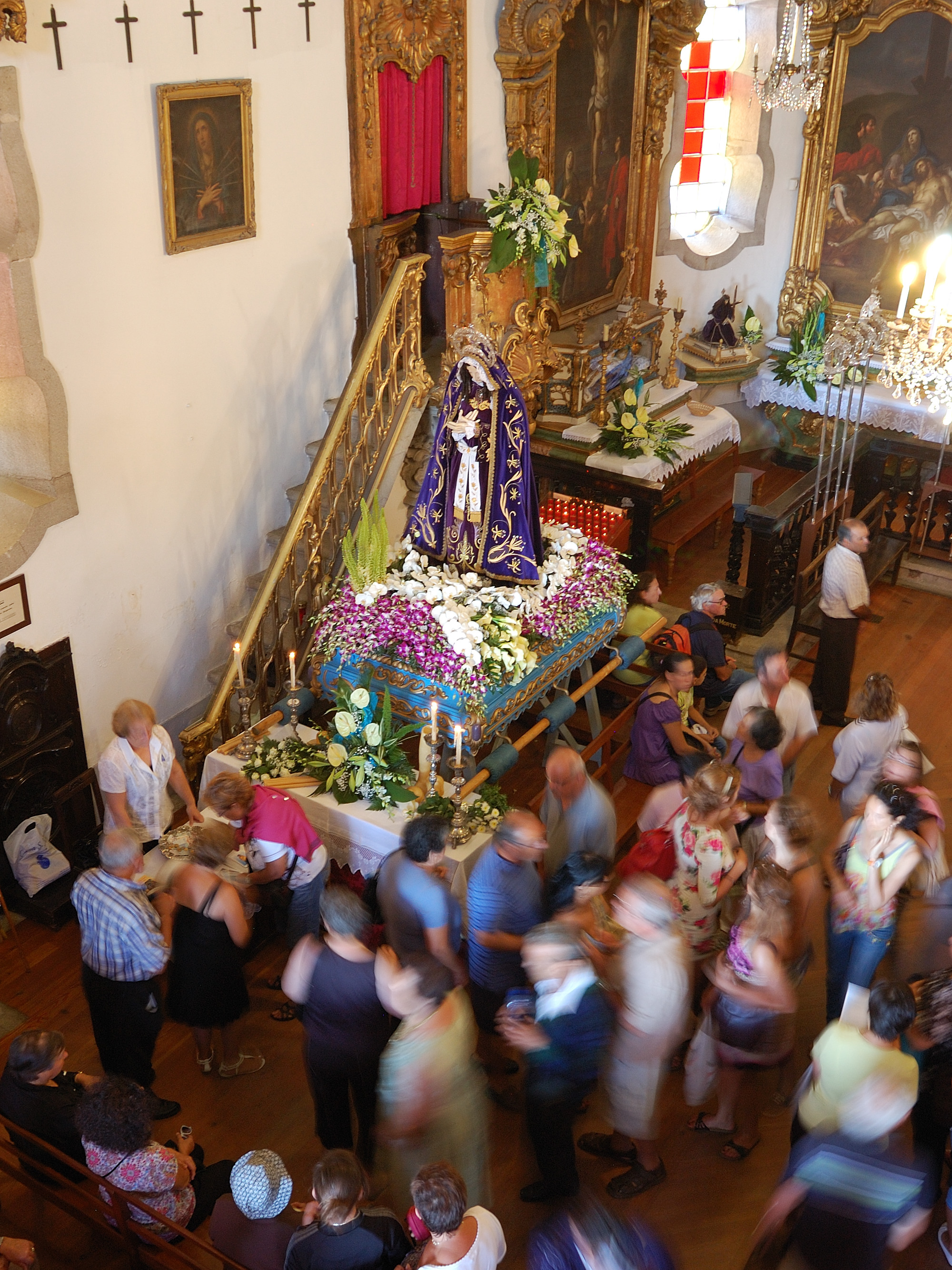
O andor de Nossa Senhora da Agonia em Viana do Castelo.

A Romaria em Honra de Nossa Senhora da Agonia é o expoente máximo das festas vianenses. A rainha das romarias é grandiosa em programação, no número de visitantes, na força do traje à vianesa, no peso do ouro que as mordomas exibem ao peito. A procissão ao mar e as ruas da Ribeira — enfeitadas com os tapetes floridos — são testemunhos da profunda devoção religiosa que deu origem à Romaria d’Agonia. A etnografia tem o seu espaço no Desfile da Mordomia, com centenas de mulheres a desfilarem os seus trajes com ‘chieira’ (orgulho, vaidade), e também no Cortejo Histórico e Etnográfico e na inigualável Festa do Traje. A festa continua... Tocam as concertinas e os bombos, dançam as lavradeiras... A grandiosa serenata de fogo de artifício ilumina toda a cidade, começando pela ponte de Gustave Eiffel, passando pelo Castelo de Santiago da Barra, até ao Templo — Monumento de Santa Luzia... É um abraço dos vianenses a todos que nos visitam no mês de agosto. 

### VIANAfestas
A VIANAfestas — associação promotora das festas da cidade — integra a Câmara Municipal, a Comissão Regional de Turismo, a Associação Empresarial e a Associação de Grupos Folclóricos, organizando a Romaria da Senhora d'Agonia, o Festival de Folclore Internacional do Alto Minho, a Feira Medieval e outros eventos integrados no programa de animação cultural e turística da cidade.

## Desporto
Os principais clubes desportivos de Viana do Castelo são: o Sport Clube Vianense mais vocacionado para o futebol, a Associação Juventude de Viana dedicada ao Hóquei em patins e a Escola Desportiva de Viana que promove a natação, a canoagem, o hóquei em patins e outros desportos. 
Para além destas, Viana do Castelo tem equipas e associações de outras modalidades como basquetebol, andebol, atletismo, judo, kick boxing, karate kyokushinkai, kung fu, capoeira, entre outros.

## Figuras ilustres
- João Álvares Fagundes (c. 1460–1522), navegador português.
- Diogo Álvares Correia (Viana do Minho, 10 de Janeiro de 1475 – Tatuapara, 5 de outubro de 1557), conhecido como Caramuru, explorador português.
- Sebastião Lopes de Calheiros e Meneses (Geraz do Lima, Viana do Castelo, 24 de Janeiro de 1816 – 20 de Novembro de 1899), militar e administrador colonial português.
- Manuel Afonso de Espregueira (Viana do Castelo, 5 de Junho de 1835 – Vila Franca, 28 de Dezembro de 1917), militar, engenheiro e político português, formado em engenharia militar e em engenharia civil.
- José de Brito (1855–1946), pintor português.
- Manuel Afonso de Carvalho (Subportela, Viana do Castelo,19 de Fevereiro de 1912 – 13 de Dezembro de 1978), 36.º bispo da Diocese de Angra.
- Olga Roriz (Viana do Castelo, 8 de Agosto de 1955), coreógrafa e bailarina portuguesa.
- Augusto Canário (Vila Nova De Anha, 7 de Abril de 1960) cantor e compositor de música popular portuguesa.
- Manuela Machado OIH • GCM (Viana do Castelo, 9 de agosto de 1963), maratonista portuguesa.
- Jorge Mendes (Darque, Viana do Castelo, 7 de janeiro de 1966), representante português de futebol.
- Sofia Aparício (Perre, Viana do Castelo, 2 de Junho de 1970), modelo e atriz portuguesa.
- Melânia Gomes (1984) atriz e apresentadora de televisão.
- Tiago Cardoso Mendes, OIH, conhecido como Tiago (Viana do Castelo, 2 de Maio de 1981), ex-futebolista e atual treinador português.
- Iúri Leitão (Santa Marta de Portuzelo, Viana do Castelo, 3 de julho de 1998), campeão olímpico e ciclista português de pista.
- Francisco Trincão (Viana do Castelo, 29 de Dezembro de 1999), futebolista profissional português.
- Pedro Neto (Viana do Castelo, 9 de março de 2000), futebolista profissional português.
- Marta Paço  (Viana do Castelo, 2005), surfista portuguesa, bicampeã mundial de surf adaptado em 2021 e 2022.

## Evolução da população do município
★ Os Recenseamentos Gerais da população portuguesa tiveram lugar a partir de 1864, regendo-se pelas orientações do Congresso Internacional de Estatística de Bruxelas de 1853. Encontram-se disponíveis para consulta no site do Instituto Nacional de Estatística (INE). 

| Número de habitantes | Número de habitantes | Número de habitantes | Número de habitantes | Número de habitantes | Número de habitantes | Número de habitantes | Número de habitantes | Número de habitantes | Número de habitantes | Número de habitantes | Número de habitantes | Número de habitantes | Número de habitantes | Número de habitantes | Número de habitantes |
| -------------------- | -------------------- | -------------------- | -------------------- | -------------------- | -------------------- | -------------------- | -------------------- | -------------------- | -------------------- | -------------------- | -------------------- | -------------------- | -------------------- | -------------------- | -------------------- |
| 1864                 | 1878                 | 1890                 | 1900                 | 1911                 | 1920                 | 1930                 | 1940                 | 1950                 | 1960                 | 1970                 | 1981                 | 1991                 | 2001                 | 2011                 | 2021                 |
| 42526                | 43033                | 46259                | 47311                | 51466                | 52858                | 53380                | 62856                | 70331                | 75320                | 70455                | 81009                | 83095                | 88631                | 88725                | 85778                |

(Obs.: Número de habitantes "residentes", ou seja, que tinham a residência oficial neste município à data em que os censos  se realizaram.)
| Número de habitantes por grupo etário | Número de habitantes por grupo etário | Número de habitantes por grupo etário | Número de habitantes por grupo etário | Número de habitantes por grupo etário | Número de habitantes por grupo etário | Número de habitantes por grupo etário | Número de habitantes por grupo etário | Número de habitantes por grupo etário | Número de habitantes por grupo etário | Número de habitantes por grupo etário | Número de habitantes por grupo etário | Número de habitantes por grupo etário | Número de habitantes por grupo etário |
| ------------------------------------- | ------------------------------------- | ------------------------------------- | ------------------------------------- | ------------------------------------- | ------------------------------------- | ------------------------------------- | ------------------------------------- | ------------------------------------- | ------------------------------------- | ------------------------------------- | ------------------------------------- | ------------------------------------- | ------------------------------------- |
|                                       | 1900                                  | 1911                                  | 1920                                  | 1930                                  | 1940                                  | 1950                                  | 1960                                  | 1970                                  | 1981                                  | 1991                                  | 2001                                  | 2011                                  | 2021                                  |
| 0-14 Anos                             | 14 848                                | 16 534                                | 16 768                                | 18 066                                | 20 876                                | 22 013                                | 24 675                                | 22 125                                | 22 106                                | 17 712                                | 14 062                                | 12 496                                | 10 217                                |
| 15-24 Anos                            | 8 411                                 | 8 860                                 | 9 318                                 | 10 448                                | 11 281                                | 13 048                                | 12 707                                | 11 990                                | 14 897                                | 13 859                                | 13 350                                | 9 573                                 | 8 669                                 |
| 25-64 Anos                            | 19 127                                | 20 486                                | 21 197                                | 22 798                                | 25 631                                | 28 484                                | 31 470                                | 29 510                                | 34 676                                | 40 404                                | 46 921                                | 49 321                                | 45 400                                |
| = ou > 65 Anos                        | 3 264                                 | 3 903                                 | 3 911                                 | 4 267                                 | 4 679                                 | 5 446                                 | 6 468                                 | 6 830                                 | 9 330                                 | 11 120                                | 14 298                                | 17 335                                | 21 492                                |

(Obs: De 1900 a 1950, os dados referem-se à população "de facto", ou seja, que estava presente no município à data em que os censos se realizaram. Daí que se registem algumas diferenças relativamente à designada população residente.)

## Clima
Viana do Castelo possui um clima mediterrânico do tipo Csb, ou seja, com verões amenos. Dias com mais de 30 ºC ocorrem com relativa raridade, cerca de 20 por ano em média, e os verões são relativamente secos, mas dos mais chuvosos de Portugal continental. Os invernos são amenos e muito chuvosos, sendo que dias abaixo de 0 ºC ocorrem com raridade, cerca de 10 por ano.
| Dados climatológicos para Viana do Castelo                          | Dados climatológicos para Viana do Castelo | Dados climatológicos para Viana do Castelo | Dados climatológicos para Viana do Castelo | Dados climatológicos para Viana do Castelo | Dados climatológicos para Viana do Castelo | Dados climatológicos para Viana do Castelo | Dados climatológicos para Viana do Castelo | Dados climatológicos para Viana do Castelo | Dados climatológicos para Viana do Castelo | Dados climatológicos para Viana do Castelo | Dados climatológicos para Viana do Castelo | Dados climatológicos para Viana do Castelo | Dados climatológicos para Viana do Castelo |
| Mês                                                                 | Jan                                        | Fev                                        | Mar                                        | Abr                                        | Mai                                        | Jun                                        | Jul                                        | Ago                                        | Set                                        | Out                                        | Nov                                        | Dez                                        | Ano                                        |
| ------------------------------------------------------------------- | ------------------------------------------ | ------------------------------------------ | ------------------------------------------ | ------------------------------------------ | ------------------------------------------ | ------------------------------------------ | ------------------------------------------ | ------------------------------------------ | ------------------------------------------ | ------------------------------------------ | ------------------------------------------ | ------------------------------------------ | ------------------------------------------ |
| Temperatura máxima média (°C)                                       | 14,3                                       | 15,2                                       | 17,2                                       | 18,1                                       | 20                                         | 23,8                                       | 26                                         | 26                                         | 24,4                                       | 20,7                                       | 17,3                                       | 15,1                                       | 19,8                                       |
| Temperatura média (°C)                                              | 9,5                                        | 10,5                                       | 12                                         | 13,4                                       | 15,4                                       | 18,6                                       | 20,5                                       | 20,3                                       | 18,9                                       | 15,7                                       | 12,5                                       | 10,7                                       | 14,8                                       |
| Temperatura mínima média (°C)                                       | 4,7                                        | 5,8                                        | 6,9                                        | 8,6                                        | 10,8                                       | 13,3                                       | 15,1                                       | 14,6                                       | 13,4                                       | 10,8                                       | 7,7                                        | 6,3                                        | 9,8                                        |
| Precipitação (mm)                                                   | 189,9                                      | 168                                        | 105,3                                      | 117,7                                      | 105,5                                      | 56,1                                       | 28,4                                       | 30,6                                       | 95,7                                       | 163,9                                      | 180,8                                      | 228,3                                      | 1 470,2                                    |
| Fonte: Instituto Português do Mar e da Atmosfera 13 de maio de 2020 |                                            |                                            |                                            |                                            |                                            |                                            |                                            |                                            |                                            |                                            |                                            |                                            |                                            |

## Política

### Eleições autárquicas[13]
| Data | %       | V       | %     | V     | %       | V       | %            | V            | %    | V    | %      | V      | %              | V         | %              | V        | %              | V              | %              | V    | %              | V              | %              | V      | %    | V   | %              | V       | %   | V   | %   | V   | %   | V   | % | V | %  | V  | %  | V  | %  | V  | Participação |                |
| Data | PPD/PSD | PPD/PSD | PS    | PS    | CDS-PP  | CDS-PP  | FEPU/APU/CDU | FEPU/APU/CDU | GDUP | GDUP | PPM    | PPM    | PCTP-MRPP      | PCTP-MRPP | MDP/CDE        | MDP/CDE  | AD             | AD             | UEDS           | UEDS | PRD            | PRD            | UDP/BE         | UDP/BE | MPT  | MPT | PSD-CDS        | PSD-CDS | GCE | GCE | PAN | PAN | ADN | ADN | A | A | CH | CH | IL | IL | NC | NC | Participação |                |
| ---- | ------- | ------- | ----- | ----- | ------- | ------- | ------------ | ------------ | ---- | ---- | ------ | ------ | -------------- | --------- | -------------- | -------- | -------------- | -------------- | -------------- | ---- | -------------- | -------------- | -------------- | ------ | ---- | --- | -------------- | ------- | --- | --- | --- | --- | --- | --- | - | - | -- | -- | -- | -- | -- | -- | ------------ | -------------- |
| Data | 1976    | 31,67   | 3     | 21,51 | 2       | 17,39   | 1            | 17,24        | 1    | 2,80 | -      | 1,43   | -              | 1,15      | -              | FEPU/APU | FEPU/APU       |                |                |      |                |                |                |        |      |     |                |         |     |     |     |     |     |     |   |   |    |    |    |    |    |    |              | 70,12 / 100,00 |
| 1979 | AD      | AD      | 19,86 | 2     | AD      | AD      | 21,53        | 2            |      |      | AD     | AD     | 1,45           | -         | 53,85          | FEPU/APU | FEPU/APU       | 5              | 78,25 / 100,00 |      |                |                |                |        |      |     |                |         |     |     |     |     |     |     |   |   |    |    |    |    |    |    |              |                |
| 1982 | AD      | AD      | 30,38 | 3     | AD      | AD      | 18,84        | 2            | 1,73 | -    | AD     | AD     | 44,44          | 4         | PS             | PS       | FEPU/APU       | 74,52 / 100,00 |                |      |                |                |                |        |      |     |                |         |     |     |     |     |     |     |   |   |    |    |    |    |    |    |              |                |
| 1985 | 35,97   | 4       | 12,17 | 1     | 12,45   | 1       | 16,67        | 1            |      |      |        |        |                |           |                |          | FEPU/APU       | 17,80          | 2              | 0,67 | -              | 68,05 / 100,00 |                |        |      |     |                |         |     |     |     |     |     |     |   |   |    |    |    |    |    |    |              |                |
| 1989 | 41,39   | 5       | 30,90 | 3     | 7,30    | -       | 12,11        | 1            | 1,08 | -    | 3,50   | -      |                |           | 66,06 / 100,00 |          |                |                |                |      |                |                |                |        |      |     |                |         |     |     |     |     |     |     |   |   |    |    |    |    |    |    |              |                |
| 1993 | 34,90   | 3       | 35,46 | 4     | 13,86   | 1       | 11,00        | 1            |      |      |        |        | 1,00           | -         | 67,52 / 100,00 |          |                |                |                |      |                |                |                |        |      |     |                |         |     |     |     |     |     |     |   |   |    |    |    |    |    |    |              |                |
| 1997 | 31,02   | 3       | 48,97 | 5     | 8,42    | 1       | 7,46         | -            | 0,82 | -    |        |        | 67,76 / 100,00 |           |                |          |                |                |                |      |                |                |                |        |      |     |                |         |     |     |     |     |     |     |   |   |    |    |    |    |    |    |              |                |
| 2001 | CDS-PP  | CDS-PP  | 51,18 | 5     | PPD/PSD | PPD/PSD | 9,80         | 1            | BE   | BE   | 1,02   | -      | 0,49           | -         | 34,12          | 3        | 65,58 / 100,00 |                |                |      |                |                |                |        |      |     |                |         |     |     |     |     |     |     |   |   |    |    |    |    |    |    |              |                |
| 2005 | 31,02   | 3       | 48,99 | 6     | 4,61    | -       | 5,46         | -            | BE   | BE   | 3,14   | -      |                |           |                |          | 2,74           | -              | 64,89 / 100,00 |      |                |                |                |        |      |     |                |         |     |     |     |     |     |     |   |   |    |    |    |    |    |    |              |                |
| 2009 | CDS-PP  | CDS-PP  | 50,20 | 5     | PPD/PSD | PPD/PSD | 6,61         | -            | BE   | BE   | 4,75   | -      | 35,12          | 4         |                |          | 59,09 / 100,00 |                |                |      |                |                |                |        |      |     |                |         |     |     |     |     |     |     |   |   |    |    |    |    |    |    |              |                |
| 2013 | 26,56   | 3       | 47,67 | 5     | 4,28    | -       | 10,57        | 1            | BE   | BE   | 1,60   | -      |                |           | CDS-PP         | CDS-PP   |                |                | 1,40           | -    | 53,29 / 100,00 |                |                |        |      |     |                |         |     |     |     |     |     |     |   |   |    |    |    |    |    |    |              |                |
| 2017 | 21,25   | 2       | 53,68 | 6     | 5,67    | -       | 8,11         | 1            | BE   | BE   | CDS-PP | CDS-PP |                |           | 5,32           | -        |                |                |                |      | 0,37           | -              | 55,19 / 100,00 |        |      |     |                |         |     |     |     |     |     |     |   |   |    |    |    |    |    |    |              |                |
| 2021 | CDS-PP  | CDS-PP  | 45,05 | 5     | PPD/PSD | PPD/PSD | 10,04        | 1            | BE   | BE   |        |        | 4,54           | -         | 24,59          | 3        |                |                | 3,84           | -    | 3,45           | -              | 1,80           | -      | 1,01 | -   | 56,27 / 100,00 |         |     |     |     |     |     |     |   |   |    |    |    |    |    |    |              |                |

### Eleições legislativas
| Data | %     | %     | %     | %     | %     | %     | %        | %     | %    | %     | %    | %   | %       | % | %  | %  |
| Data | PS    | PSD   | CDS   | PCP   | UDP   | AD    | APU/ CDU | FRS   | PRD  | PSN   | BE   | PAN | PSD CDS | L | CH | IL |
| ---- | ----- | ----- | ----- | ----- | ----- | ----- | -------- | ----- | ---- | ----- | ---- | --- | ------- | - | -- | -- |
| 1976 | 27,81 | 27,04 | 20,90 | 13,11 | 1,51  |       |          |       |      |       |      |     |         |   |    |    |
| 1979 | 22,69 | AD    | AD    | APU   | 1,15  | 48,31 | 19,41    |       |      |       |      |     |         |   |    |    |
| 1980 | FRS   | AD    | AD    | APU   | 0,83  | 50,85 | 18,89    | 22,36 |      |       |      |     |         |   |    |    |
| 1983 | 32,92 | 27,78 | 13,98 | APU   | 0,58  |       | 18,58    |       |      |       |      |     |         |   |    |    |
| 1985 | 13,79 | 26,91 | 12,92 | APU   | 0,96  | 15,21 | 24,59    |       |      |       |      |     |         |   |    |    |
| 1987 | 18,70 | 47,80 | 5,33  | CDU   | 0,55  | 12,70 | 8,86     |       |      |       |      |     |         |   |    |    |
| 1991 | 28,16 | 48,99 | 6,40  | CDU   |       | 9,40  | 1,26     | 1,77  |      |       |      |     |         |   |    |    |
| 1995 | 42,05 | 35,33 | 10,76 | CDU   | 0,42  | 8,15  |          |       |      |       |      |     |         |   |    |    |
| 1999 | 42,61 | 31,19 | 11,33 | CDU   |       | 8,95  | 0,25     | 1,96  |      |       |      |     |         |   |    |    |
| 2002 | 39,34 | 39,28 | 9,09  | CDU   | 6,16  |       | 2,53     |       |      |       |      |     |         |   |    |    |
| 2005 | 44,79 | 27,59 | 10,18 | CDU   | 6,48  | 6,44  |          |       |      |       |      |     |         |   |    |    |
| 2009 | 35,95 | 27,16 | 12,28 | CDU   | 6,61  | 11,71 |          |       |      |       |      |     |         |   |    |    |
| 2011 | 26,76 | 37,55 | 12,94 | CDU   | 7,71  | 6,16  | 0,82     |       |      |       |      |     |         |   |    |    |
| 2015 | 30,50 | CDS   | PSD   | CDU   | 8,18  | 11,05 | 1,16     | 37,62 | 0,51 |       |      |     |         |   |    |    |
| 2019 | 34,66 | 28,74 | 3,93  | CDU   | 6,21  | 11,62 | 2,97     |       | 0,68 | 0,81  | 0,69 |     |         |   |    |    |
| 2022 | 42,63 | 31,04 | 1,85  | CDU   | 4,79  | 4,80  | 1,18     | 0,92  | 6,01 | 3,37  |      |     |         |   |    |    |
| 2024 | 29,61 | AD    | AD    | CDU   | 30,49 | 3,37  | 4,63     | 1,68  | 2,58 | 17,62 | 4,33 |     |         |   |    |    |

## Freguesias

Freguesias do município de Viana do Castelo.

O município de Viana do Castelo está dividido em 27 freguesias:
- Afife
- Alvarães
- Amonde
- Anha
- Areosa
- Barroselas e Carvoeiro
- Cardielos e Serreleis
- Carreço
- Castelo do Neiva
- Chafé
- Darque
- Freixieiro de Soutelo
- Geraz do Lima (Santa Maria, Santa Leocádia e Moreira) e Deão
- Lanheses
- Mazarefes e Vila Fria
- Montaria
- Mujães
- Nogueira, Meixedo e Vilar de Murteda
- Outeiro
- Perre
- Santa Marta de Portuzelo
- São Romão de Neiva
- Subportela, Deocriste e Portela Susã
- Torre e Vila Mou
- Viana do Castelo (Santa Maria Maior e Monserrate) e Meadela
- Vila de Punhe
- Vila Franca

## Acordos de geminação
Viana do Castelo tem acordos de geminação com: 
- Aveiro, Portugal
- Riom, França
- Cacheu, Guiné-Bissau
- Ziguinchor, Senegal
- Lancaster, Inglaterra
- Ferrol, Espanha
- Lugo, Espanha
- Itajaí, Brasil
- Porto Seguro, Brasil
- Ilha de Santo Antão, Cabo Verde
- Hendaye, França
- Igarassu, Brasil
- Cabedelo, Brasil
- Matola, Moçambique
- Alagoas, Brasil
- Viana (Maranhão), Brasil
- Pessac, França
- Rio de Janeiro, Brasil
- Mar del Plata Argentina